# 奎河
奎河，又称北股河，位于中华人民共和国江苏省西北部和安徽省北部，是濉河左岸支流，源自江苏省徐州市铜山区汉王镇拔剑泉，经徐州市南郊，东南流入安徽省宿州市埇桥区境内，于埇桥区东部时村镇东汇入濉河。全长67.5公里，流域面积1261平方公里。
奎河流域多年平均年降水量876.1毫米，多年平均年水面蒸发量1500毫米。奎河污染严重，水质类别超过Ⅴ类。流域内为淮北商品粮生产基地。